# Fesches-le-Châtel
Fesches-le-Châtel (deutsch früher Vetsch) ist eine französische Gemeinde mit 2.147 Einwohnern (Stand: 1. Januar 2022) im Département Doubs in der Region Bourgogne-Franche-Comté.

## Geographie
Fesches-le-Châtel liegt auf 333 m Meereshöhe, etwa acht Kilometer östlich der Stadt Montbéliard (Luftlinie). Das Dorf erstreckt sich im Osten des Beckens von Montbéliard, am südlichen Talrand des Allan, gegenüber von Allenjoie, an der Mündung des Seitenbachs Feschotte, am Nordfuß der Ausläufer des Tafeljuras.
Die Fläche des 3,46 km² großen Gemeindegebiets umfasst einen Abschnitt der leicht gewellten Landschaft im Bereich der Burgundischen Pforte (Trouée de Belfort). Der nördliche Teil des Gebietes wird von der ungefähr ein Kilometer breiten Talebene des Allan eingenommen, die durchschnittlich auf 325 m liegt. Der ursprüngliche Flusslauf markiert die Grenze, daneben verläuft die Wasserstraße des Rhein-Rhône-Kanals. Vom Talboden erstreckt sich das Gemeindeareal südwärts über einen sanft ansteigenden, rund 60 m hohen Hang bis auf die angrenzende Kalkhochfläche des Tafeljuras, die überwiegend bewaldet ist. Mit 403 m wird auf der Flur Les Landes die höchste Erhebung von Fesches-le-Châtel erreicht. Nach Osten reicht der Gemeindeboden in die rund 400 m breite Talsohle der Feschotte, in der sich das Hauptsiedlungs- und Industriegebiet befindet.
Zu Fesches-le-Châtel gehört die Siedlung Le Rondelot (350 m) im Tal der Feschotte. Nachbargemeinden von Fesches-le-Châtel sind Allenjoie im Norden, Méziré im Osten, Dampierre-les-Bois im Süden sowie Étupes im Westen.

## Geschichte
Erstmals urkundlich erwähnt wird Fesches-le-Châtel im Jahr 1282 unter dem Namen Fesches-Le-Chastelot. Im Mittelalter war das heutige Gemeindegebiet geteilt. Die Siedlung Fesches Moulin war Teil der Herrschaft Bélieu und wurde 1410 von den Baslern zerstört, während der alte Dorfteil mit dem Schloss zur Herrschaft Cusance gehörte. Im 15. Jahrhundert gelangten beide Ortsteile unter die Oberhoheit der Grafen von Montbéliard. Seither bildete Fesches-le-Châtel eine der vier Meiereien der Grafschaft. Im Jahr 1541 wurde die Reformation eingeführt. Mit der Annexion der Grafschaft Württemberg-Mömpelgard (Montbéliard) gelangte das Dorf 1793 endgültig in französische Hand.
Mit der Eröffnung der Eisenbahnstrecke Montbéliard–Morvillars am 29. Juni 1868 wurde Fesches-le-Châtel an das französische Eisenbahnnetz angeschlossen. Der Personenverkehr auf der Strecke wurde 1938 eingestellt, der Güterverkehr 1969. Die Bahnstrecke wurde daraufhin stillgelegt und zwischen den Bahnhöfen Dasle-Beaucourt und Morvillars vollständig abgetragen.
Die Industrialisierung von Fesches-le-Châtel setzte zu Beginn des 19. Jahrhunderts mit der Gründung der Fabrik Japy ein, die Schrauben und Bolzen herstellte. Die Japy-Fabriken bildeten lange Zeit die wichtigsten Arbeitgeber des Dorfes. Im Lauf der Zeit wurde das Hauptgewicht auf die Herstellung von Küchengeräten, insbesondere Kochtöpfen, und (während der beiden Weltkriege) von Helmen verlagert. Durch die Schließung des Betriebes 1979 wurde das Dorf hart getroffen. Heute gehört Fesches-le-Châtel zum Gemeindeverband Pays de Montbéliard Agglomération.

## Sehenswürdigkeiten

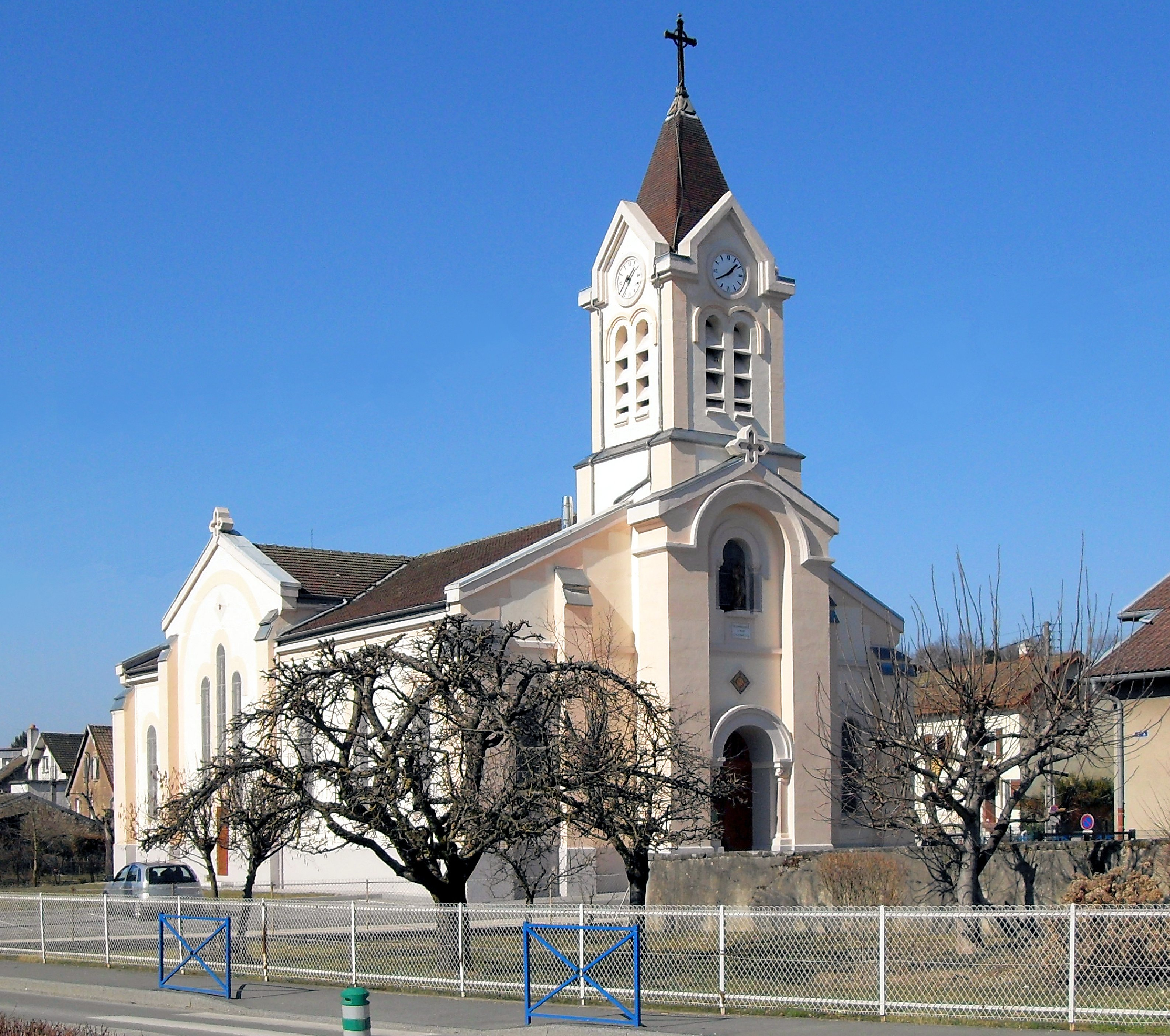
Kirche Saint-Laurent

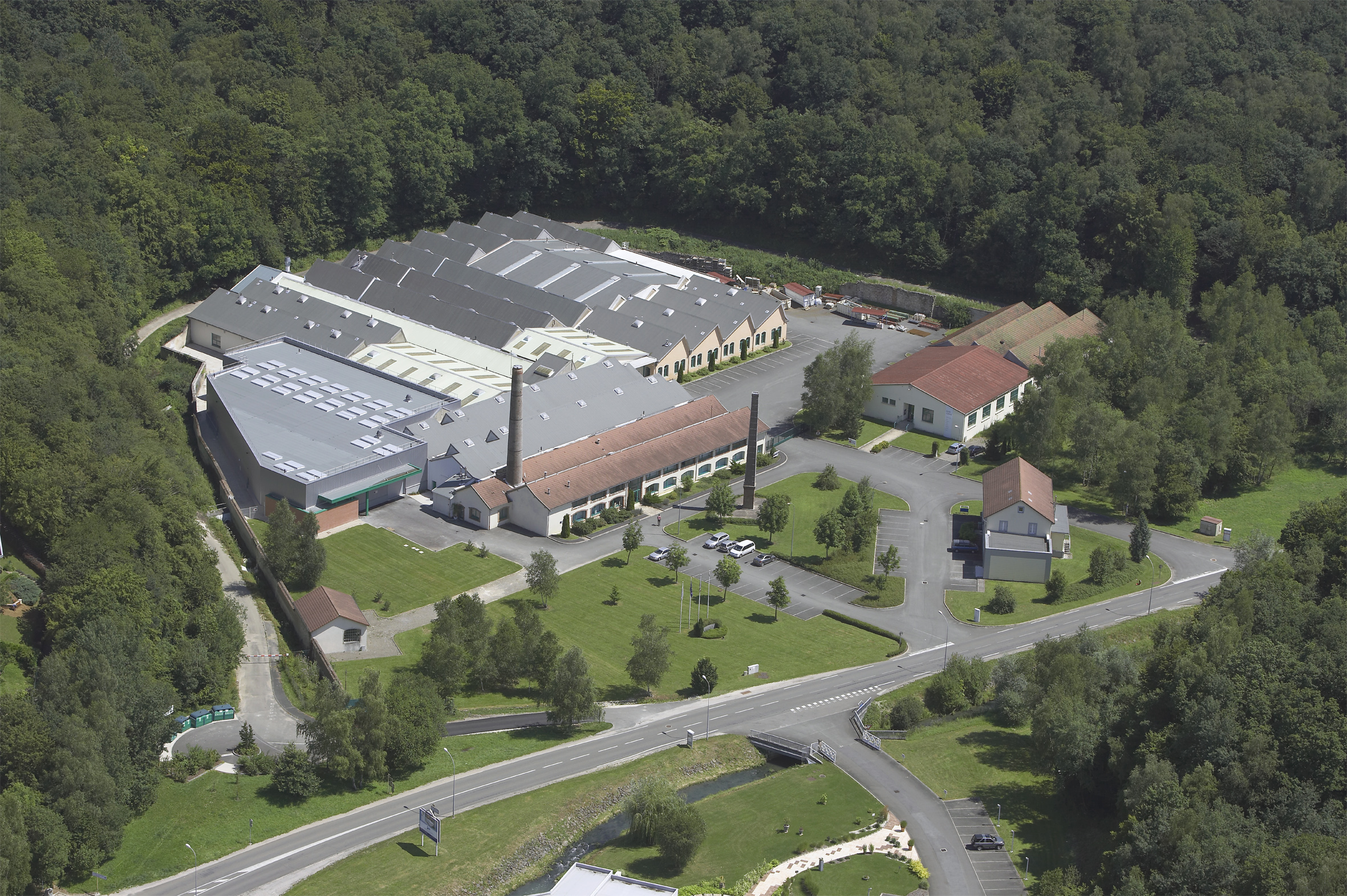
Küchenartikel-Hersteller Cristel

Die Kirche Saint-Laurent in Fesches-le-Châtel wurde 1869 erbaut. Vom ehemaligen Schloss sind nur noch wenige Spuren sichtbar.

## Bevölkerung
| Jahr                       | 1962 | 1968 | 1975 | 1982 | 1990 | 1999 | 2007 | 2016 |
| -------------------------- | ---- | ---- | ---- | ---- | ---- | ---- | ---- | ---- |
| Einwohner                  | 2482 | 2346 | 2288 | 2263 | 2118 | 2167 | 2235 | 2199 |
| Quellen: Cassini und INSEE |      |      |      |      |      |      |      |      |

Mit 2147 Einwohnern (Stand 1. Januar 2022) gehört Fesches-le-Châtel zu den mittelgroßen Gemeinden des Départements Doubs. Bereits im Jahr 1900 zählte das Dorf rund 2000 Einwohner. Der bisherige Höchststand wurde zu Beginn der 1930er Jahre mit mehr als 2600 Personen verzeichnet. Nach einer vorübergehenden Bevölkerungsabnahme wurde zu Beginn der 1960er Jahre erneut 2500 Einwohner registriert. Danach wurde bis 1990 ein langsamer aber kontinuierlicher Rückgang um 15 % registriert.

## Wirtschaft und Infrastruktur
Schon zu Beginn des 19. Jahrhunderts entwickelte sich Fesches-le-Châtel zu einer industriell geprägten Gemeinde. Heute befinden sich die Industrie- und Gewerbebetriebe im Tal der Feschotte. Die ehemaligen Gebäude der Japy-Fabriken wurden reaktiviert. Hier stellt heute die Cristel SA Küchenartikel aus Edelstahl her. Weitere wichtige Betriebe sind in den Branchen Kunststoffverarbeitung, Konservenherstellung und Möbelindustrie vertreten. Ferner gibt es zahlreiche Geschäfte des Einzelhandels für den täglichen Bedarf. Viele Erwerbstätige sind auch Wegpendler, die in den anderen Gemeinden der Agglomeration Montbéliard ihrer Arbeit nachgehen.
Die Ortschaft ist verkehrstechnisch gut erschlossen. Sie liegt an einer Departementsstraße, die von Étupes nach Morvillars führt. Der nächste Anschluss an die Autobahn A36 befindet sich in einer Entfernung von ungefähr fünf Kilometern. Weitere Straßenverbindungen bestehen mit Dampierre-les-Bois, Allenjoie und Badevel. Mit der Stadt Montbéliard ist Fesches-le-Châtel durch eine Buslinie verbunden.